# Krzysztof Majkowski (hokeista)
Krzysztof Majkowski (ur. 4 kwietnia 1978 w Tychach) – polski hokeista i trener. 

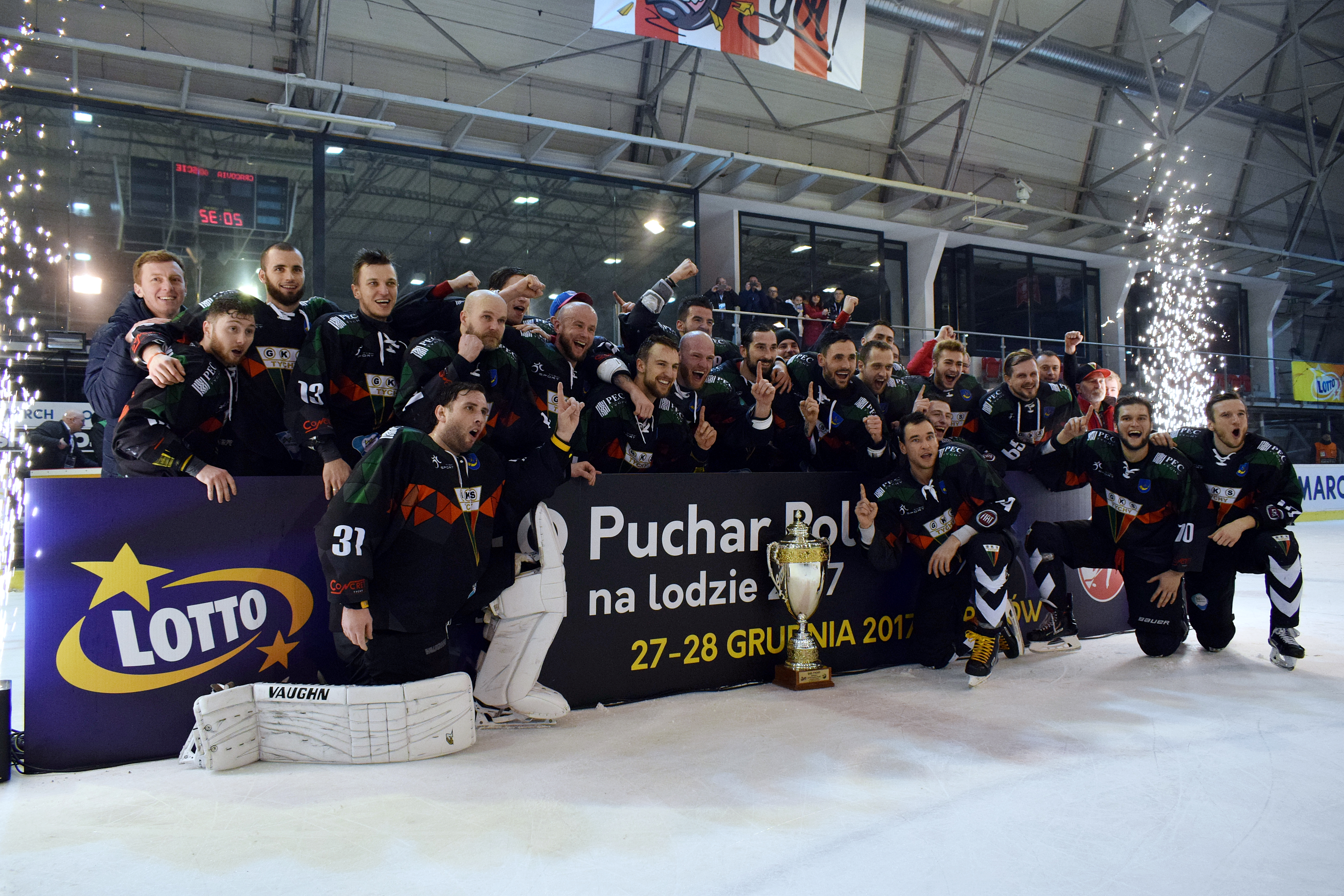
Krzysztof Majkowski (pierwszy z lewej) z drużyną GKS Tychy po zdobyciu Pucharu Polski 2017

## Kariera zawodnicza
- GKS Tychy (1995-2003)
- HC GKS Katowice (2003-2004)
- GKS Tychy (2004-2013)

W barwach reprezentacji Polski do lat 18 uczestniczył w turnieju mistrzostw Europy juniorów Grupy B w 1996. Był wieloletnim zawodnikiem GKS Tychy. W trakcie kariery zyskał pseudonim Majak.

## Kariera trenerska
Był trenerem młodzieżowej drużyny MOSM Tychy. Od kwietnia 2013 asystent trenera w tym klubie, Czecha Jiříego Šejby, od maja 2017 Białorusina Andreja Husaua. Od połowy 2017 równolegle został asystentem kanadyjskich trenerów kadry Polski, Teda Nolana i Tom Coolena, zwolnionych ze stanowisk po turnieju mistrzostw świata Dywizji I Grupy A edycji 2018. Latem 2018 został trenerem w sztabie szkoleniowym reprezentacji Polski do lat 20. Na stanowisku asystenta w sztabie kadry do lat 20 pozostał w sezonie 2019/2020. Po odejściu trenera Husaua 14 stycznia 2020 objął stanowisko głównego trenera GKS Tychy. 28 grudnia 2021 ogłoszono jego odejście ze stanowiska głównego trenera GKS Tychy. 
W lipcu 2022 został ogłoszony asystentem głównego trenera Re-Plast Unii Oświęcim, Nika Zupančiča. Na początku czerwca 2023 został asystentem kadry Polski do lat 20.

## Sukcesy
Zawodnicze klubowe
- Puchar Polski: 2001, 2006, 2007, 2008, 2009 z GKS Tychy
- Brązowy medal mistrzostw Polski: 2002, 2004, 2010, 2013 z GKS Tychy
- Złoty medal mistrzostw Polski: 2005 z GKS Tychy
- Srebrny medal mistrzostw Polski: 2006, 2007, 2008, 2009, 2011 z GKS Tychy

Szkoleniowe klubowe
- Srebrny medal mistrzostw Polski: 2014, 2016, 2017 z GKS Tychy
- Puchar Polski: 2014, 2016, 2017 z GKS Tychy
- Złoty medal mistrzostw Polski: 2015, 2018, 2019, 2020[14] z GKS Tychy, 2024 z Unią Oświęcim
- Superpuchar Polski: 2015, 2018, 2019 z GKS Tychy, 2024 z Unią Oświęcim
- Brązowy medal mistrzostw Polski: 2021 z GKS Tychy, 2023 z Unią Oświęcim